# Pilar Nouvilas y Garrigolas
Pilar Nouvilas y Garrigolas (Castellón de Ampurias, 6 de marzo de 1854-Barcelona, 1938) fue una pintora española.
Procedente de la estirpe de terratenientes ampurdaneses Nouvilas, vivió su juventud en la calle Pescadería  de Castellón de Ampurias. Era Hija de José Antonio Nouvilas y Prujulá y de María Garrigolas y Suró, nacidos ambos en Castellón de Ampurias. Su condición adinerada le permitió viajar por Europa y formarse de manera autodidacta en la pintura, principalmente copiando cuadros en los museos que visitaba.
Entre 1877 y 1879 participó en al menos cuatro exposiciones, tres en la Exposición Artística de Gerona y una en el Centro Artístico Industrial Figuerense de Figueras. En la de 1877 en Gerona, presentó dos obrasː un retrato y un paisaje. En las ediciones de 1878 y de 1879 las pinturas: San Francisco de Paula y Bodegón.
A diferencia de otros artistas, no quería vender sus obras expuestas. En aquel momento pocas mujeres exponían;  de manera que, en la exposición de 1878 había 55 pintores y tres de ellos eran mujeres, aparte de ella estaba Ramona Banquells de Ribó y Boada de Girona. 
Sus pinturas eran: naturalezas muertas, retratos de personas cercanas, autorretratos, paisajes, pintura religiosa y escenas de caza. Pintaba tanto a óleo como con en acuarela y destacaba por el color y la luz, más que por el dibujo.
Se casó en 1882 con  Eduardo de Balle y de Rubinat, V marqués de Vallgornera, que había heredado un gran patrimonio en Olot, Rourell y Tarragona por la muerte de su hermano mayor. Tuvo dos hijos, Eduardo de Balle y una chica que se casó en México con un diplomático. Desde que Pilar Nouvilas se casó no se le conoce ninguna otra exposición.